# Hallmark Cards
Hallmark Cards ist ein US-amerikanisches Unternehmen mit Hauptsitz in Kansas City, Missouri.
Hallmark Cards wurde 1910 von Joyce C. Hall in Kansas City gegründet und ist heute der größte Hersteller und Vertreiber von Grußkarten in den USA. 1958 expandierte das Unternehmen nach Kanada und ins Vereinigte Königreich. 1966 gab Joyce C. Hall die Leitung des Unternehmens an seinen Sohn Donald ab. Dessen Sohn, Donald J. Hall, übernahm 2002 die Geschäftsleitung.
Etwa die Hälfte aller per Post verschickten Grußkarten in den USA werden von Hallmark hergestellt. Das Unternehmen hatte 2006 einen Umsatz in Höhe von 4,1 Milliarden $ und beschäftigt 16.000 Angestellte.
Seit 1984 gehört das Schreib- und Spielwarenunternehmen Crayola zu Hallmark. 1994 übernahm Hallmark das Filmstudio RHI Entertainment, das fortan bis 2006 als Hallmark Entertainment firmierte. 2001 ging der konzerneigene Fernsehsender Hallmark Channel auf Sendung. Die deutsche Hauptgeschäftsstelle befindet sich in Aachen. Hallmark Cards Deutschland gehört zu Hallmark Cards Continental Europe. Neben Deutschland und den USA hat das Unternehmen Niederlassungen in Australien, Neuseeland, Japan, Kanada, Belgien und den Niederlanden.